# Canal de la Linth
Le canal de la Linth est un canal situé en Suisse. Il relie le lac de Walenstadt et le lac de Zurich.

## Histoire
Ce canal a été creusé dans le cadre des travaux de la correction de la Linth. Auparavant, le cours de la Linth était composé de plusieurs bras et formait une zone marécageuse entre les lacs de Walenstadt en amont et de Zurich en aval.

## Source
- Daniel L.Vischer, Histoire de la protection contre les crues en Suisse : Des origines jusqu’au 19e siècle, Bienne, coll. « Rapports de l'OFEG Séries Eaux » (no 5), 2003, 208 p., pdf (ISSN 1660-0746)